# Dresdner Stadtschreiber
Die Auszeichnung Dresdner Stadtschreiber wird seit 1996 jährlich von der Landeshauptstadt Dresden an deutschsprachige Autoren verliehen. Mit dem Titel sind ein monatliches Stipendium von 1500 Euro und eine kostenfreie Wohnung verbunden. Die Stelle ist von Juni bis November befristet und wird durch die Stiftung für Kunst und Kultur der Ostsächsischen Sparkasse Dresden gestiftet. Die Auszeichnung wird jährlich ausgeschrieben.

## Preisträger
- 1996 Annegret Herzberg
- 1997 Guntram Vesper
- 1998 Heinz Czechowski
- 1999 Wulf Kirsten
- 2000 Christoph Geiser
- 2001 José F. A. Oliver
- 2002 Franz Hodjak
- 2003 Andreas Schendel
- 2004 Christoph Wilhelm Aigner
- 2005 Silke Scheuermann
- 2006 Julia Schoch
- 2007 Ulrich Schacht
- 2008 Catalin Dorian Florescu
- 2009 Dorothea Dieckmann
- 2010 Massum Faryar
- 2011 Ralph Hammerthaler
- 2012 Akos Doma
- 2013 Anne Köhler
- 2014 Boris Preckwitz
- 2015 Michael Wildenhain
- 2016 Peter Wawerzinek
- 2017 Uwe Kolbe
- 2018 Kurt Drawert
- 2019 Bernd Wagner[2]
- 2020 Franzobel[3]
- 2021 Kathrin Schmidt
- 2022 Katharina Bendixen
- 2023 Carl-Christian Elze
- 2024 Charlotte Gneuß
- 2025 Alexander Estis